# Intercity 225

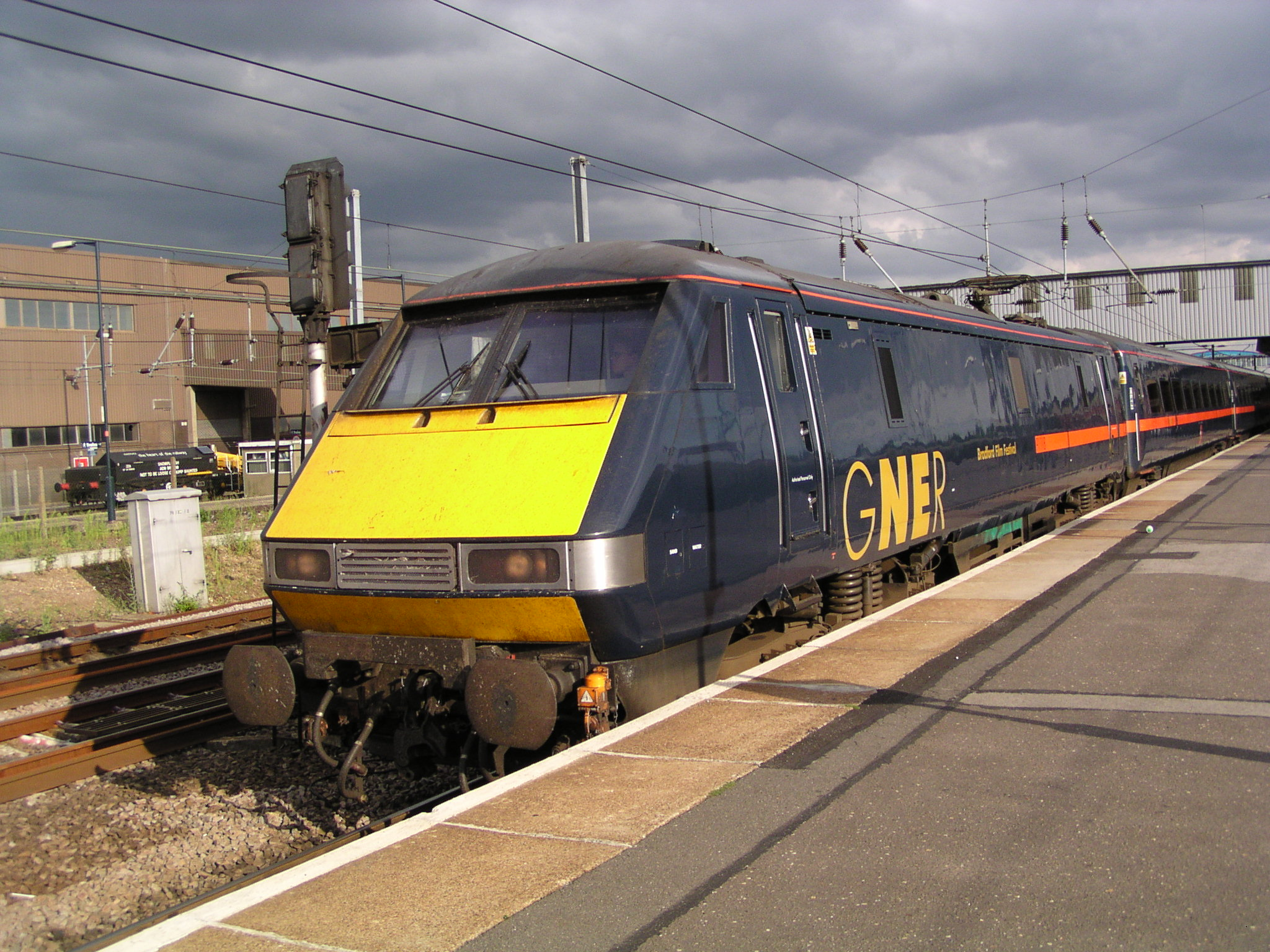
Een treinstel van het type Intercity 225 in de kleuren van vervoersbedrijf GNER.

Intercity 225 is de voormalige aanduiding van een Brits type trek-duw hogesnelheidstrein, die sinds 1990 dienstdoet op de East Coast Main Line. Op het traject Londen-Edinburgh verving deze vanaf dat jaar de Intercity 125. Het treinstel bestaat uit een elektrische locomotief met 8 rijtuigen en een stuurstandrijtuig.
De naam is afkomstig van de potentiële maximumsnelheid van het treinstel in km/u. In dagelijks bedrijf is de maximumsnelheid 200 km/u (125 mph) vanwege de beperkingen van de beveiliging en de elektriciteitsvoorziening.
Sinds de privatisering van de Britse spoorwegen in de jaren 90 worden de treinen niet langer aangeduid als Intercity 225. De interne aanduiding van de locomotieven als Class 91 en de rijtuigen als Mk4 werd wel gehandhaafd.

## Ontwikkeling
De Intercity 225 werd in eerste instantie ontwikkeld onder de benaming APT-U. Vanwege het mislukken van het APT-project werd dit later veranderd in Electra en vervolgens Intercity 225. De trein was oorspronkelijk bedoeld als opvolger van de APT op het gehele Britse spoorwegennet. Voor gebruik op de West Coast Main Line zouden de Mk4-rijtuigen worden voorzien van een kantelbakcontructie. Dit plan is nooit uitgevoerd, maar verklaart wel waarom de rijtuigen naar boven toe smaller aflopen.

## Treinstel
De normale samenstelling bestaat uit acht rijtuigen met aan één uiteinde een locomotief en aan het andere een verzwaard stuurstandrijtuig. De locomotief, evenals de stuurstand, is asymmetrisch gevormd zodat het optisch één geheel vormt. Desondanks heeft de trein ook een bestuurderscabine aan de "platte" zijde, zodat met de locomotief kan worden gerangeerd. De locomotief heeft een vermogen van 6.300 pk.

## Inzet
Het materieel werd voor het eerst ingezet in 1990 op de East Coast Main Line tussen London King's Cross en Glasgow Central. De indiensttreding gebeurde in stappen, vanwege de gefaseerde elektrificatie van deze route.
Na de privatisering van British Rail zijn alle treinstellen van het type 225 overgegaan naar de maatschappij GNER, die de intercitydiensten op de East Coast Main Line ging verzorgen. Op 9 december 2007 werden de diensten op deze route en dus ook de treinstellen overgenomen door National Express. Sinds november 2009 worden de treinen ingezet door "East Coast", een onderdeel van "Directly Operated Railways". Laatstgenoemde is een holding in eigendom van het Britse ministerie van Verkeer.